# Supercopa Turca de Voleibol Masculino
A Supercopa Turca de Voleibol Masculino é uma competição anual entre clubes de voleibol masculino da Turquia. É organizado pela FTV.